# Cyclocephala laminata
Cyclocephala laminata är en skalbaggsart som beskrevs av Hermann Burmeister 1847. Cyclocephala laminata ingår i släktet Cyclocephala och familjen Dynastidae. Inga underarter finns listade i Catalogue of Life.